# Systemy zgrupowane
Systemy zgrupowane (ang. clustered systems) – systemy skupiające wiele procesorów w celu realizacji zadań obliczeniowych. 

## Zasada działania
Ogólnie przyjmuje się, że systemy te dzielą pamięć masową i są połączone sieciami lokalnymi. W węzłach grupy nazywanej klastrem lub gronem działa warstwa oprogramowania pozwalająca węzłowi nadrzędnemu nadzorowanie innych węzłów przez sieć lokalną.

## Współczesne rozwiązania
Pojawiają się obecnie rozwiązania tworzące klastry w sieciach rozległych. Jedno z takich rozwiązań to tzw. sieć pamięci masowych.